# Эдуардс (плато)

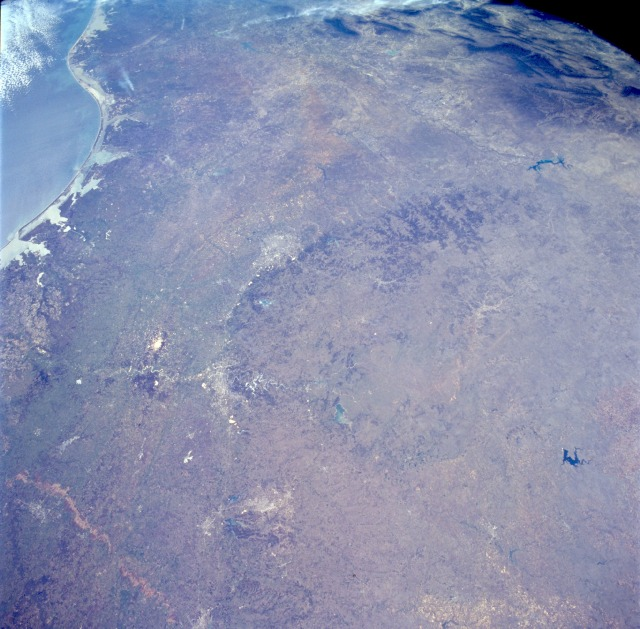
Снимок плато из космоса

Э́дуардс (англ. Edwards Plateau) — плато на юге США (штат Техас), расположенное между долинами рек Рио-Гранде и Колорадо, на границе с Примексиканской низменностью. Составная часть Великих равнин.
Высота плато составляет 700—800 м. Сложено преимущественно известняками. Поверхность плоская, глубоко расчленена каньонообразными долинами рек. Преобладают сухостепные травы, суккуленты, мескитовые кустарники. Район пастбищного скотоводства.
В расположенной на плато Эдуардс известняковой пещере Холла (Hall's Cave) растительные и животные комплексы значительно изменились при переходе от позднего плейстоцена к раннему голоцену. Разнообразие позвоночных значительно уменьшилось от периодов времени максимума последнего оледенения (LGM) и Бёллинг-Аллерёда (B–A) до позднего дриаса (YD) и раннего голоцена. Потеря альфа-разнообразия за границей B–A/YD присутствует у птиц, рептилий и лягушек, плотоядных животных млекопитающих и крупных травоядных животных млекопитающих, но отсутствует у мелких млекопитающих. У растений разнообразие значительно снизилось от Бёллинг-Аллерёда до раннего позднего дриаса. С конца позднего дриаса до раннего голоцена разнообразие растений увеличилось. Переход ландшафта в лесистую местность и потеря пастбищ сопровождаются исчезновением крупных травоядных млекопитающих (>30 кг) и охотившихся на них хищников, например, саблезубой кошки (Smilodon spp.) и короткомордого медведя (Arctodus simus). Совокупное воздействие изменения климата и антропогенного воздействия привело к исчезновению североамериканской мегафауны примерно 13,0—12,5 тыс. лет до настоящего времени.